# Honey (Mariah Carey-dal)
A Honey Mariah Carey amerikai énekesnő első kislemeze hetedik, Butterfly című albumáról. A dalt Carey, Puff Daddy, Stevie J és Q-Tip írták (Q-Tip a borítószövegben „The Ummah” néven szerepel). A dal két korábbi számból használ fel részleteket: a World Famous Supreme Team Hey DJ és a Treacherous Tree Body Rock című számából. A Honey Carey egyik legnagyobb slágerévé vált.
A dal videóklipje volt az első, melyben Carey szexisebbnek mutatja magát, mint korábban; a klipen Careyt egy házban tartják fogva, ahonnan megszökik, ez utalás a Tommy Mottolával kötött házasságára, ami ebben az időben ért véget. A dal és az album egyben zeneileg is nagy változást jelent: a popzenei hangzástól eltávolodva erősebben érződik benne az R&B- és hiphop-hatás. A dalt két Grammy-díjra jelölték.

## Fogadtatása
A Honey lett Carey tizenkettedik listavezető száma a Billboard Hot 100 slágerlistán, és a harmadik, amelyik az első helyen nyitott. A dal három hetet töltött az első helyen, 1997. szeptember 7-től szeptember 27-ig. A rádiós játszások azonban már nem bizonyultak elégnek ahhoz, hogy a dalt azután is a listán tartsák, miután a kislemez már nem fogyott olyan gyorsan, mint az első hetekben; az ezt követő években Carey minden kislemeze, bár jól fogyott, csak átlagos sikert aratott a listákon, melyek egyre inkább kezdték figyelembe venni a rádiós játszásokat is; ez egészen a 2005-ös nagy sikerig, a We Belong Togetherig igaz volt Carey dalaira. A Honey tizennyolc hétig maradt a Top 40-ben és az év végi listán a 37. helyre került.
A Honey az Egyesült Államokon kívül is nagy siker volt, az Egyesült Királyságban, Kanadában és Olaszországban a Top 3-ba került, Svédországban és Ausztráliában a Top 10-be. A legtöbb európai országban nem aratott akkora sikert, mint a Hero és a Without You.
Ázsiában is nagy sikere volt a dalnak, annak ellenére, hogy Carey szexisebb külseje és klipje, valamint a dalszöveg egyesekből ellenérzést váltott ki. A Fülöp-szigeteken ez lett az első kislemez, ami a slágerlista legfelső három helyének egyikén nyitott; ezt a rekordot Carey a mai napig tartja ezzel a számával; csak a 2005-ben megjelent és a lista negyedik helyén debütáló Don’t Forget About Us című dala döntötte meg majdnem.

## Videóklip
A dal klipje megváltoztatta Carey imázsát. Az énekesnő korábban konzervatívan öltözködött, a Paul Hunter rendezte Honey klipben azonban fürdőruhában táncol. A klipet, amelyet 1997 szeptemberében kezdett adni a Music Television és a BET, Puerto Ricóban forgatták és a James Bond-filmek ihlették. A klip elején Careyt fogva tartják egy villában, de elszökik, átússza az úszómedencét (közben a vízben leveszi ruháját, és fürdőruhában úszik tovább – ezt a jelenetet az egyik Bond-filmben szereplő Honey Ryder egy jelenete ihlette), majd motoros vízi járművöm menekül tovább. Közben más jeleneteken Carey más táncosokkal táncol, a klip végén pedig a tengerparton látható David Fumero kubai-amerikai modellel és a kutyájával, Jackkel. A klipet jelölték az 1998-as MTV Video Music Awardra a legjobb, női előadó által készített videóklip kategóriában.
A klip és Mariah élete közt sokan párhuzamot vontak. A Butterfly album megjelenése előtt Carey éveken át a Sony Music lemezkiadó vezetője, Tommy Mottola felesége volt, aki évekkel korábban felfedezte őt. Carey később többször is börtönhöz hasonlította boldogtalan házasságát, panaszkodott Mottola féltékenységére, ami ahhoz vezetett, hogy Mariah nem hordhatott szexis ruhákat. A Honey klipjében olasz külsejű emberek rabolják el, ami lehet utalás Mottola olasz származására. Mivel a klip egy az egyben Carey ötlete volt, kézenfekvőnek tűnt a Mottolától való megszabadulás allegóriájaként értelmezni, bár Carey ezt így soha nem jelentette ki, Mottola pedig azt nyilatkozta, ez Carey eddigi legjobb klipje. Carey és Mottola kapcsolata ebben az időben még barátságos maradt, az énekesnő azonban pár évvel később elhagyta a Sony kiadót, mert akkor már annyira megromlott a viszonyuk, hogy Mottola szándékosan hátráltatta a karrierjében.

## Remixek
A dalhoz számos remix készült, a hiphop stílusú Bad Boy Remix és a club stílusú Classic Mix a leghíresebbek. Ez utóbbi szerepel Carey 2003-ban megjelent remixalbuma, a The Remixes első lemezén is. A Bad Boy Remix hasonlít az albumváltozathoz, de van benne rap, és kimarad a második refrén. Ehhez a változathoz is készült klip, ami hasonló az albumváltozat klipjéhez, de szerepelnek benne a rapperek is.
A So So Def Mix producere Jermaine Dupri volt; Dupri és Da Brat rappelnek benne, Carey pedig újraénekelte hozzá a vokálokat. A remix felhasznál egy részletet a The Jackson 5 It’s Great to Be Here című számából, és az albumváltozattól, valamint a Bad Boy Remixtől eltérően nem használja fel a The Body Rockból vett részletet, a Hey DJ-ből pedig egy másik részletet használ fel, mint az album változat. A So So Def Mix rádió változata szerepel az album egyes kiadásain.
David Morales számos remixet készített a dalhoz, a leghíresebb a Clasic Mix, melynek változatai a Def Club Mix, ami szintén szerepel az album egyes változatain, a Rascal Dub és a Boss Anthem Mix. Ezeknél dalszerzőként megemlítik a The Body Rock szerzőit, annak ellenére, hogy ez a remix sem használ fel részletet a dalból, valamint Moralest, annak ellenére, hogy maga a dallamszerkezet és a szöveg nem változtak.

### Hivatalos remixek listája
- Honey (Bad Boy Remix featuring Mase & The Lox)
- Honey (Classic Instrumental)
- Honey (Classic Mix)
- Honey (Def Club Mix)
- Honey (Def Rascal Anthem)
- Honey (Mo' Honey Dub)
- Honey (Morales Club Dub)
- Honey (Morales Dub)
- Honey (Rascal Dub)
- Honey (Smooth Version No Intro)
- Honey (Smooth Version With Intro)
- Honey (So So Def Mix featuring Da Brat & JD)
- Honey (So So Def Radio Mix featuring Da Brat & JD)

## Változatok
| CD maxi kislemez (Ausztrália, Ausztria, Dél-Afrika, Kanada, USA) Kazetta (Ausztrália, Malajzia, USA) 1. Honey (LP Version) 2. Honey (Bad Boy Remix feat. Mase & The Lox) 3. Honey (Classic Mix) 4. Honey (So So Def Mix feat. Da Brat & JD) 5. Honey (Classic Instrumental) CD kislemez (Ausztria, Franciaország, USA) Mini CD (Japán) 7" kislemez (USA) Kazetta (Egyesült Királyság, USA) 1. Honey (LP Version) 2. Honey (Bad Boy Remix feat. Mase & The Lox) CD maxi kislemez (Egyesült Királyság) 1. Honey (LP Version) 2. Honey (Bad Boy Remix feat. Mase & The Lox) 3. Honey (Smooth Version With Intro) 4. Honey (So So Def Mix feat. Da Brat & JD) | CD maxi kislemez (Egyesült Királyság) 1. Honey (LP Version) 2. Honey (Classic Mix) 3. Honey (Morales Club Dub) 4. Honey (Mo' Honey Dub) 5. Honey (Classic Instrumental) 2×12" maxi kislemez (Hollandia, USA) 1. Honey (LP Version) 2. Honey (Bad Boy Remix feat. Mase & The Lox) 3. Honey (So So Def Mix feat. Da Brat & JD) 4. Honey (Morales Club Dub) 5. Honey (Classic Mix) 6. Honey (Morales Dub) 7. Honey (Mo' Honey Dub) 8. Honey (Classic Instrumental) 9. Honey (So So Def Radio Mix feat. Da Brat & JD) |

## Helyezések
| Slágerlista (1997)                             | Legmagasabb helyezés |
| ---------------------------------------------- | -------------------- |
| United World Chart                             | 1                    |
| USA Billboard Hot 100                          | 1 (3 hétig)          |
| USA Billboard Hot R&B/Hip-Hop Singles & Tracks | 2                    |
| USA Billboard Top Latin Songs                  | 30                   |
| USA Billboard Top 40 Mainstream                | 10                   |
| USA Billboard Rhythmic Top 40                  | 1                    |
| USA Billboard Hot Dance Music/Club Play        | 1                    |
| USA ARC Weekly Top 40                          | 1                    |
| Horvát kislemezlista                           | 2                    |
| Izraeli kislemezlista                          | 1                    |
| Kanadai kislemezlista                          | 2                    |

| Slágerlista (1997)          | Legmagasabb helyezés |
| --------------------------- | -------------------- |
| Ausztrál ARIA kislemezlista | 8                    |
| Brit kislemezlista          | 3                    |
| Eurochart Hot 100 Singles   | 3                    |
| Finn kislemezlista          | 12                   |
| Francia kislemezlista       | 39                   |
| Jugoszláv kislemezlista     | 2                    |
| Német kislemezlista         | 38                   |
| Olasz kislemezlista         | 2                    |
| Svéd kislemezlista          | 8                    |
| Svájci kislemezlista        | 23                   |